# Ґаврих-Руда
Ґаврих-Руда (пол. Gawrych Ruda) — село в Польщі, у гміні Сувалки Сувальського повіту Підляського воєводства.
Населення — 329 осіб (2011).
У 1975-1998 роках село належало до Сувальського воєводства.

## Демографія
Демографічна структура станом на 31 березня 2011 року:
|          | Загалом | Допрацездатний вік | Працездатний вік | Постпрацездатний вік |
| -------- | ------- | ------------------ | ---------------- | -------------------- |
| Чоловіки | 166     | 18                 | 118              | 30                   |
| Жінки    | 163     | 25                 | 91               | 47                   |
| Разом    | 329     | 43                 | 209              | 77                   |